# جيمس راي (كرة سلة)
جيمس راي (بالإنجليزية: James Ray)‏ مواليد 27 يوليو 1957 في نيو أورلينز، هو لاعب كرة سلة أمريكي سابق. تم اختياره من قبل فريق دنفر ناغتس خلال الدرافت. حمل الرقم 43. بلغ طوله 6 قدم 8 بوصة (2.0 م).

## المسيرة الاحترافية
لعب مع دنفر ناغتس من سنة 1980 إلى 1983، ثم لعب مع نادي بيناس ويسكا لكرة السلة في الدوري الإسباني في موسم 1985–1986، ثم لعب مع فنربخشة لكرة السلة في الدوري التركي في موسم 1986–1987.

## روابط خارجية
- جيمس راي على موقع إن بي أي (الإنجليزية)
- جيمس راي على موقع سبورتس رفرنس (الإنجليزية)
- جيمس راي على موقع الدوري الإسباني لكرة السلة (الإسبانية)
- جيمس راي على موقع كلية كرة السلة في سبورتس رفرنس.كوم (الإنجليزية)
- جيمس راي على موقع ريلجم (الإنجليزية)
- جيمس راي على موقع بروبوليرز (الإنجليزية)
- جيمس راي على موقع سبورتس رفرنس (الإنجليزية)